# Reggenza di Kediri
La reggenza di Kediri (in indonesiano: Kabupaten Kediri) è una reggenza dell'Indonesia, situata nella provincia di Giava Orientale.